# JuraPark Krasiejów
JuraPark Krasiejów – muzeum paleontologiczne połączone z parkiem rozrywki umieszczone na ciągle aktywnym terenie wykopalisk paleontologicznych w Krasiejowie. Turyści, oprócz zwiedzenia muzeum i spędzenia czasu w parku rozrywki, mogą udać się na spacer po terenie dawnego wyrobiska iłu, gdzie mogą zobaczyć repliki zwierząt prehistorycznych.

## Geologia i paleontologia
Literatura naukowa opisuje stanowisko w Krasiejowie od lat 70. Stało się ono znane na całym świecie dzięki wykopaliskom prezentującym faunę pochodzącą z triasu późnego, zwłaszcza dzięki skamieniałościom kręgowców. Leżą tam osady ciemnoczerwonych i szarych iłowców i mułowców. Wydobycie odbywa się w kopalni Strzelce Opolskie. Dokładne oznaczenie wieku osadów jest trudne. Sulej i Dzik proponują późny karnik z uwagi na podobieństwo do niemieckiej formacji Weser. Odpowiada to także występowanie Paleorhinus w Austrii.
W późnym triasie tereny dzisiejszej Polski leżały na superkontynencie Pangei. Panował tam klimat podzwrotnikowy, panowała cyrkulacja monsunowa, w związku z czym następowały po sobie pory suche i wilgotne. Analiza mineralogiczna wskazuje na warunki suche.
Osady reprezentują siedliska otwarte położone w bliskości jezior, choć Zatoń i współpracownicy wspominają też o możliwości istnienia terenów zalewowych. Dzik i Sulej wymieniają następujące żyjące tam organizmy:
- ramienicowce (np. Stellatochara germanica, Stomochara starozhilovae, Stenochara kisielevskyi, Porochara triassica[3])
- mięczaki
- stawonogi
- ryby
- cyklotozaur (labiryntodont)
- metopozaur (tempospondyl)
- Paleorhinus (fitozaur)

Najliczniejszym przedstawicielem kręgowców był właśnie wymieniony powyżej płaz metopozaur. Fauna Paleorhinus miała duże znaczenie w tamtych czasach na całej Pangei.
Inaczej prezentuje się fauna lądowa. Roślinożercami byli aetozaur Stagonolepis i niewielki silezaur, uznawany niegdyś za dinozaura. Później uznano go za grupę siostrzaną dinozaurów bądź członka większej grupy siostrzanej dla dinozaurów. Przedstawiciele tych rodzajów mogli stanowić pokarm mięsożernego rauizucha Polonosuchus.
Prace badawcze, które są cały czas prowadzone, mogły zostać rozpoczęte dzięki różnorodności oraz dobremu stanowi znalezisk. Do najciekawszych odkryć należy nowy pradinozaur, którym jest Silesaurus opolensis.
Odkrycia poczynione na stanowisku Krasiejów wyszły poza dyskurs naukowy. Zwierzęta, których szczątki tam odnaleziono, pojawiły się na okładkach gazet i na widokówkach. Osłonięcie zabezpieczono poprzez budowę pawilonu. Następnie rozpoczęto przygotowania do stworzenia muzeum.
W 2002 roku został napisany list preferencyjny dotyczący zagospodarowania terenu wykopalisk wygranego przez zespół autorski architektów z pracowni Goczołowie Architekci i OVO Grąbczewscy Architekci. Zostało powołane specjalne stowarzyszenie „Dinopark”, którego zadaniem było doprowadzenie do zagospodarowania terenu wykopalisk uwzględniając funkcje badawczo-wykopaliskowe, muzealniczo-wystawiennicze oraz rekreacyjne. 